# Хара Брауна
Хара Брауна (Chara braunii) — вид харових водоростей.

## Поширення
Космополіт. Поширений у прісний озерах та ставках, заплавах річок між паралелями 65° пн. ш. та 35° пд. ш. Рідкісний у крайніх регіонах ареалу (Франція, Німеччина, Польща, Україна).
В Україні рідкісний. Утворює три локалітети: карпатський, південно–центральний та приазово–чорноморський, де трапляється локально. Трапляється у Закарпатській, Дніпропетровській, Херсонській, Одеській, Запорізькій областях та у Криму.

## Опис
Слань однорічна, заввишки до 60 см, кущикоподібна, часто розлога, із прозоро–зеленими гнучкими стеблами без кори та листками завдовжки до 2 см, іноді слабко інкрустована. Розмножується статевим шляхом (парні оогонії та антеридії утворюються в одному вузлі). Оогонії широкоовалоїдні, ооспори еліпсоїдноциліндричні.

## Значення
Входить у раціон деяких безхребетних, зокрема, амфіпод. У заростях хари Брауна різні види риб знаходять притулок та місце для нересту. Також її зарості є важливим джерелом збагачення киснем ставків.

## Охорона
Вид занесений у Червону книгу України зі статусом «Вразливий».